# 大工

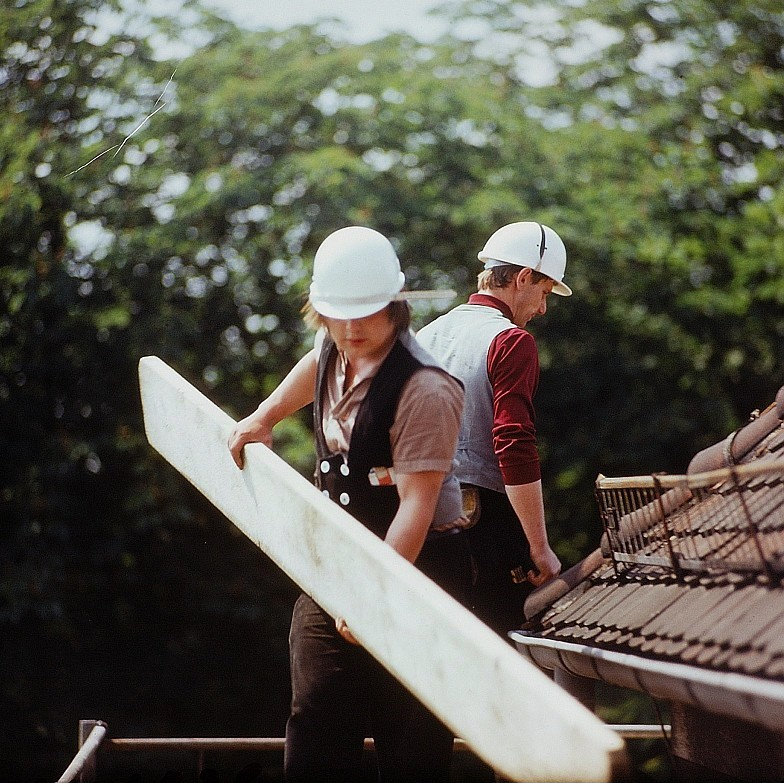
ドイツの大工

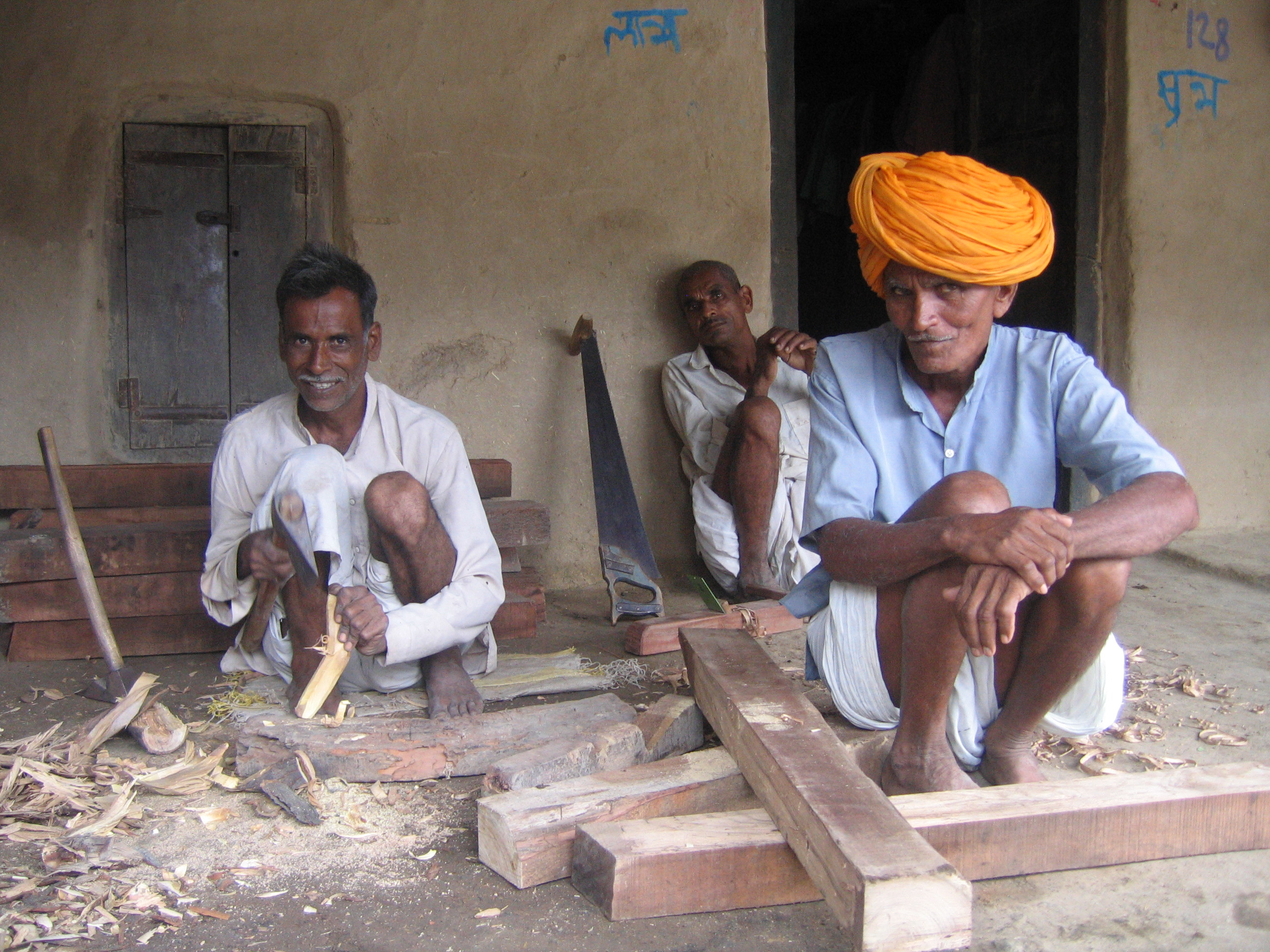
インドの大工

大工（だいく）とは、主として木造建造物の建築・修理を行う職人のこと。古くは建築技術者の職階を示し、木工に限らず各職人を統率する長、または工事全体の長となる人物をさしていた、番匠(ばんじょう)とも。現在の建築業界においてはさまざまな新しい技術や工法、新建材の知識はもとより、建築工程をまとめる過程において建築業務に携わる他職人や業者の関連業務知識が必要とされる場合があり、現在でも木造建築の建築業務などにおいては実質的現代棟梁であるとされる場合が多い。

## 概説

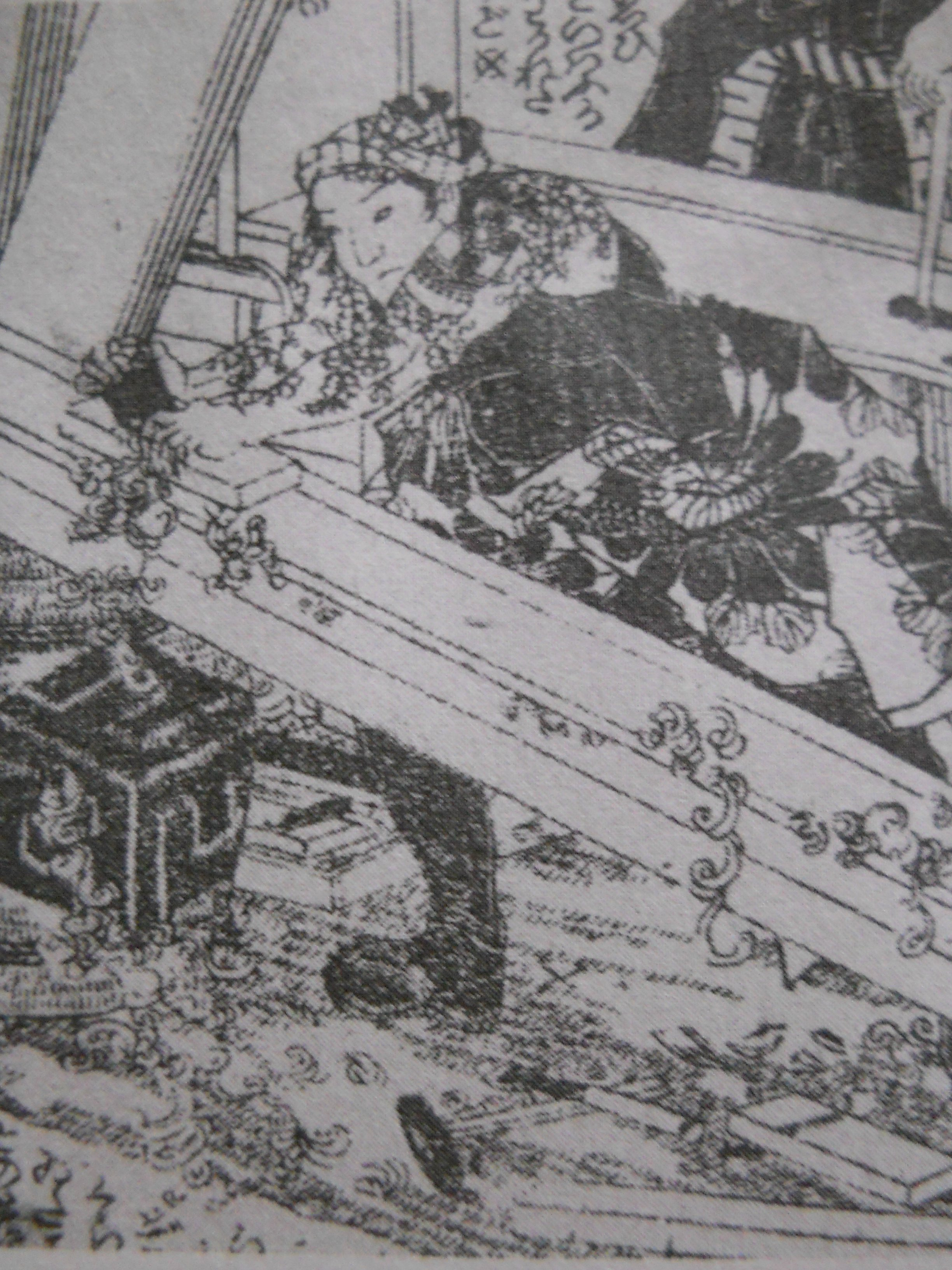
普請現場で働く大工。威勢の良い男で、入れ墨をしている。
（『童謡妙々車』（刊行年：嘉永8年（1855年）～明治7年（1874年）より））。

かつては一般の木造建築の職人を「右官」と呼んでいたが、江戸時代頃から一般の職人も大工と呼び、統率者に対しては、棟梁と呼ぶようになった。江戸の発音では「デエク」である。
飛鳥時代に今も使われている「さしがね」を考案したとも言われる聖徳太子が組織し、都造りのため天皇のそばで建築の「木」に関わる職を「右官」、「土」に関わる職を「左官」と呼んでいたという説もある。
現在の建設業で「左官」以外の職種は設計も含め、「大工」より派生したものが非常に多い。
最近よく使われる「意匠」というのは、「匠（大工）」が「意図する（考えた）」という意味でデザイン性を表す昔ながらの言葉である。
江戸時代以前は、褌一丁に草履だけの出で立ちだったが、19世紀中ごろには今日の大工イメージに繋がるトレードマークが確立し、幕末には「腹掛け」「紺色パッチ」「紺足袋」「麻裏草履」が典型的なユニフォームとなった。麻裏草履については、職業上、材木を踏み歩くため、足跡をつけないよう常に真っ新なものを履いたが、鼻緒がきつく足指が奥まで入らないため、「つっかけ」状態で履く都合上、草履の先が反り返ったが、これが「いなせ」とされ、奥まで指を入れた履き方は「野暮」とされた。

## 分類

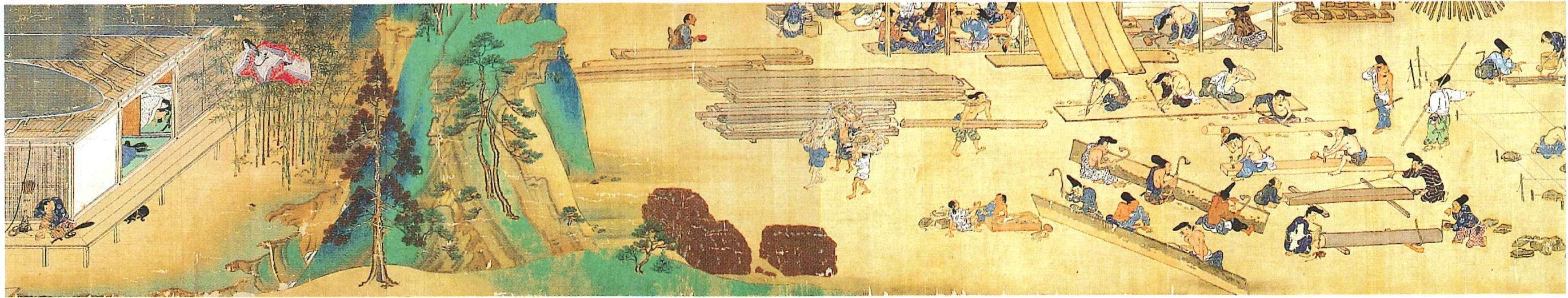
『春日権現験記絵』延慶2年（1309年）　高階隆兼　三の丸尚蔵館蔵

### 宮大工

#### 概要
宮大工（みやだいく）は、神社・仏閣の建造などを行う大工。堂宮大工とも、宮番匠とも言われる。釘を使わずに接木を行う（引き手・継ぎ手）など、伝統的な技法を伝える。寺社を「お宮さん」と言っていたので宮大工という。
寺社大工（宮大工と同じ）は主に木造軸組構法（ただしこの枠組から外れる構造物もある）で寺社を造る大工。江戸時代に町奉行、寺社奉行という行政上の自治の管轄が違ったため町大工と区別される。いまでも宮大工といわず寺社大工という地域もある。ただし郊外など二つの管轄から外れる地域では明確な区別がないともいえる。このことから現代でも寺社大工と町大工を兼ねる工務店も多い。また郊外という空間上の制限がない場所柄と農家の顧客が主なこともあり町場と違い大断面の木材と基本となる間尺（モジュール）も比較的大きく、仕口や材料も奢ったものも多く寺社建築に近かったことも要因である。都市部近郊では未だに築300年程の農家も多く存在する。

### 家屋大工
木造の、神社仏閣以外の家屋の建築、すなわち木材の加工・取り付け作業を行い家屋を組み立てる大工。近代においては単なる「番匠」とはこの事をさす。
木造家屋の墨付け・きざみ・建て方および屋根仕舞・外部造作・内部造作全般を取り仕切るバランスのとれた1人親方と職人を指す。
請負大工とも呼ばれ、各下請け業者の束ねも行う。
一般的に「大工さん」と親しみを込めて呼ばれるのは、この家屋大工（木造大工・住宅大工・家大工とも呼ばれる）である。
最近の分業制により、「木」「建材（ベニヤ・塩ビシート枠）」等の造作を家屋大工・造作大工が行い、コンピュータを使った自動機械によるプレカット木材の建前を建て方大工（鳶であることが多い）が行う住宅建築が増えている。
外装板・石膏ボード・断熱材のみならず、天井造作・フロア張りなども専門職が行うようにもなってきている。
また、住宅の建築を依頼する先も高度経済成長期より家屋大工から、工務店・建設会社へ移ってきているため、現在は職人を指すことが多い。

#### 町大工
主に木造軸組構法で家屋を造る大工（町場大工とも言われる）。
町場の由来は、古くから日本各地で相互扶助の単位として町（町場）という共同体のことからであり、江戸時代までは都市部の公的な自治単位として多くの権限を有していた。都市部の庶民のまつりごと（自治、祭礼）は伝統的にこの単位で行われ、その慣行が今でも残っているところも少なくない。
こうした自治の場で町大工は冠婚葬祭の互助活動などや消火活動（町火消）、祭礼（山車・神輿の作成）、橋、井戸の屋根、つるべや上水道の枡、木管や下水道のどぶ板といった町内インフラストラクチャーの作成、保守などを、町鳶（とび職）と協力して担ってきた。現代で言えばインフラストラクチャーを大工が作りイベントを鳶職が行ったといえる。
普請においてその町に住むものはその土地の大工を使うのが不文律であり、それをたがえる時はそれなりの理由と挨拶が欠かせなかった。またこの様なことは大工に限ったことではなく町の中でお金が循環するという相互扶助でもある。しかし町の中でも商店や職人を積極的に贔屓にするが、不文律の拘束は弱く、町鳶、町大工、町火消しなどの「町」を冠する職方には我々の町の、という誇りをこめたニュアンスがある。寺社大工と良く比較されるが、確かに工具の豊富さや砥石一つとっても寺社大工のように数百万円もするようなものを持つ者も少ないが、都市部の限られた空間と時間と予算の制約の中で技術を培ってきたのも間違いなく、都市部（築地など）では築100年以上の三階建て住宅も現存する。

#### ツーバイフォー大工、プレハブ大工
主に木造枠組壁構法で家屋を造る大工。近年アメリカで開発され（ヨーロッパなどの木造家屋も小屋組がトラス構造であるが、基本的には軸組工法である。）技術導入された工法である。企業の枠組みの中に組み込まれており地域密着型でないため、町大工とはいえない。

### 数寄屋大工
数寄屋大工（すきやだいく）は、茶室を造る大工。主に木造軸組工法で茶室風を取り入れて家屋を造る（数寄屋造り、書院造りという）。
わび・さびや花鳥風月といった粋や趣を表現し、実用一辺倒ではない細工や材料を用いる。茶室に限らず趣味人の大店や商人などが、蔵やはなれ、母屋や料亭、旅館までも用いた。緻密な細工物が多用されるので建具大工の素養が必要である。また抱える職方も特殊で、特に左官屋などはこてによるレリーフ（こて絵）を作ることができる。また、今では日本に少数しかいないが、茶室には欠かせない炉を専門とする炉壇師という職人もいる。町大工には社会的な役割が強く、顧客も庶民であったため実用的な建築が求められ、寺社大工には神社・仏閣の様式美が求められていた。それに対し数奇屋大工は予算的にも自由が利き、今で言えば芸術家肌といえる。

### 船大工
船大工は、木造船の建造や修繕を行う大工である。
アフリカ、東南アジア、イスラーム世界など
アフリカ、イスラーム世界、東南アジアなどでは今でも木造の漁船や運搬用ボートが大量に造られ続けているので、船大工は現役の職業である。特にインドネシアの伝統の帆走木造船ピニシ（Pinisi）造りは世界無形文化遺産に認定されており、今も技術の継承が行われており、ピニシの航行性能は高いので、物の運搬など実用的な用途で使われ続けている。

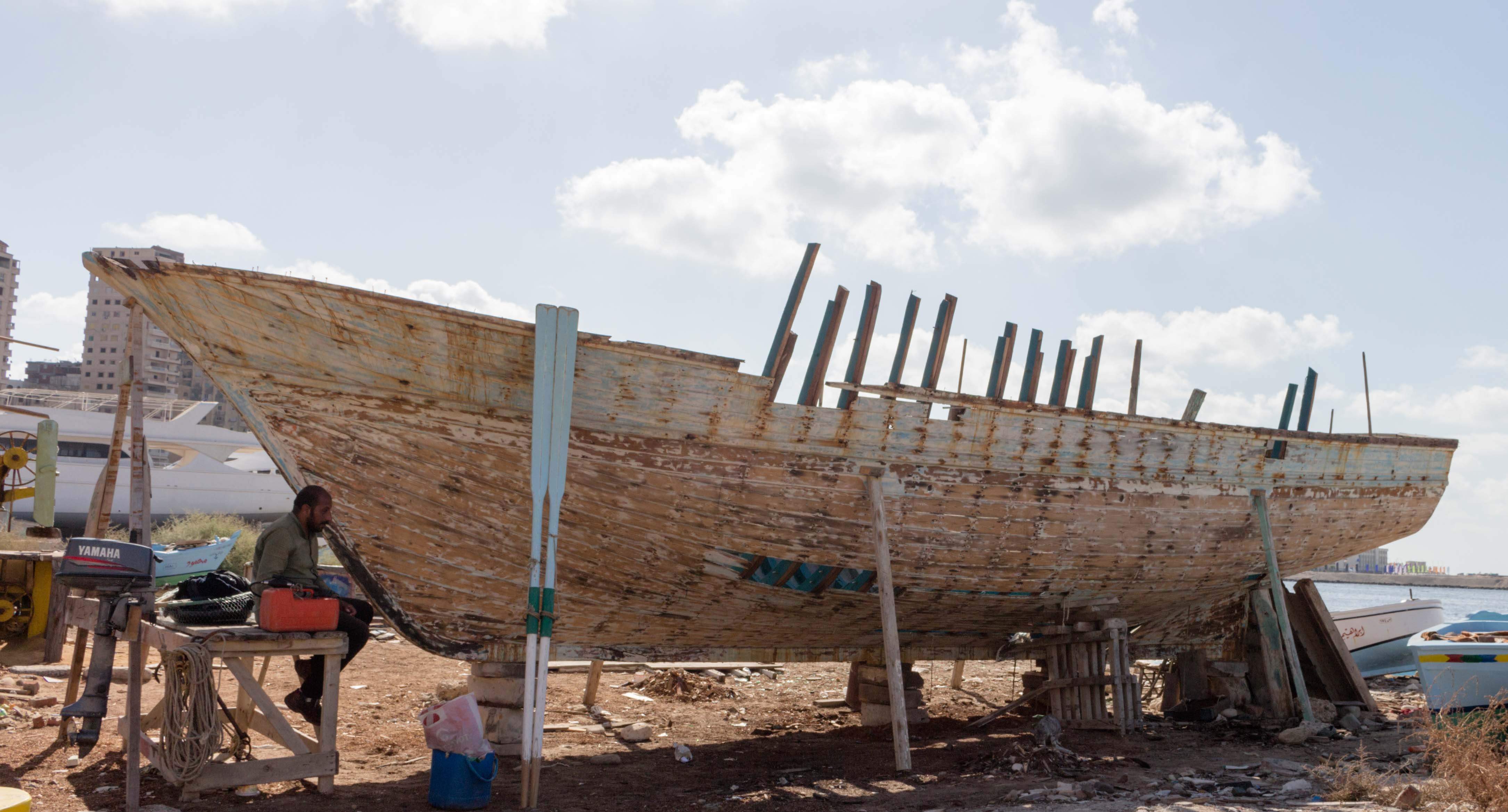
木造船と船大工。アフリカ、2017年
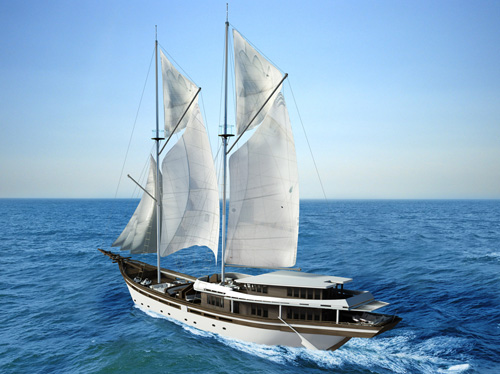
インドネシアの船大工が造る帆走木造船、ピニシ

日本
船番匠とも言われる。日本では江戸時代は和船、帆掛け舟、屋形船などを造り1965年（昭和40年）頃までは、各地の商業港の近くの河川でだるま船（運搬船）を改装して水上生活をする者が多数おり、木造船は身近な存在であり、漁師町では大工と船大工を兼業する者も多く社会的な役割も町大工に近かった。だが日本では1960年代、高度成長期に効率重視、伝統軽視となり、小型の船舶はFRPで短期間で造ることが一般的となり、純木造船は少なくなり、技術継承が途絶え、船大工の姿は見られなくなった。なお、一部の漁師町では船大工の工法を使った家屋、シェル構造のような家が建っていることがある。長崎県の精霊流しで使われる精霊船を作る技工も船大工と呼ばれる。

### 建具大工
建具大工（たてぐだいく）は、障子・ふすまなどの製作を主とする大工。（表具屋、建具屋と呼称することが多い）
欄間を作る大工は彫り物大工とも呼ばれ専業になっているが、需要がなくなっているため技術継承者がいない。
昔の家屋大工より派生した専門職種である。ふすまや障子、畳などは、現在と違い「動産」であったので借家住まいの店子は、引越しの度、これらを持ち回った。この様なことから顧客層に違いが生じ、家屋大工と建具大工の分業を進めた要因といわれる。またこれらのことから都市部では家屋のモジュールが平面だけではなく高さも大まかに統一されていたのはリサイクルという観点からも驚愕すべき事実である。（どの家に持って行っても大体はめ込めた）

### 家具大工
家具大工（かぐだいく）は、家具を作る大工。指物師とも。（箪笥職人、家具職人と呼称されることが多い）主に葛籠（竹製ではない）、ちゃぶ台、茶箪笥、箪笥（階段箪笥、薬箪笥）などを造っていた。
家具大工は昔から四方転びと呼ばれる踏み台の出来で腕前を評価された。昔は家屋大工と明確な区別がなかったが、この様に小さな家具も日常的に造っていたので現在では分業している。明治維新以降、神戸と横浜では西洋家具が造られる様になった。横浜では駕籠、馬具職人が転職したのに対し神戸では中国、四国地方を中心とした船大工技術を伝承する塩飽大工という寺社大工集団の一部が転職したといわれている。この様なことから和箪笥職人と西洋家具職人と区分けされる由縁である。

### 型枠大工
型枠大工（かたわくだいく）はコンクリート打込み用の型枠を作りこむ大工。180×90cm厚さ12mmの合板（コンパネともいう）と30×48ミリ(関東)の角材を釘で接合し内外両面を一定間隔の内法を内法保持金物（セパレーター）で確保し型枠をつくる。コンクリート重量で変形破壊しないように単管（鋼管）と鎖、支持鋼管で外側から圧縮力もしくは下方から支持力をかけるという作業をする。
一般には細かい造作よりも、いかに速く仕事を行うかが勝負（10m2程度/日）とされるが、打ち放しなど表面仕上げの精度が要求される場合、塗装合板（片面が平滑）などを使うが、型枠大工の技量と、左官・土工・監督の技術連携が成否を左右する。戦後、朝鮮半島より技術が伝わり、当初は家屋大工を組織して鉄筋まで行っていたが、RC造（鉄筋コンクリート造）の構造体型枠パネル専門の大工となった。昭和30年代まではバラ板と呼ばれる木材を寄せ合わせてコンクリート用の枠を型どっていたが、現在は東南アジアで生産されている通称コンパネと呼ばれるラワン材を主とする積層パネルと補助桟と呼ぶ木材で型枠パネルを組み立てている。東南アジアでの森林伐採問題は、このコンパネに必要な南洋材を世界各国に生産・輸出するためであるのが主な原因である。
町大工（町場大工）に対して野丁場大工ともいわれる。（野帳場ともいう、造成地や埋立地など町の形成される前の場所や町や寺社という自治単位からはずれる、または超える規模の仕事の場所をさす。）

### 造作大工（たたき大工）
造作大工（ぞうさくだいく）は、主にRC造等の住宅やマンションの内部の造作、プレカット木造住宅の内部の造作を行う大工。造作とは主要構造部（梁、柱、土台、小屋組、階段）以外の壁、床、天井、窓枠、巾木等をさす。
50年代頃より壁・天井の造作が軽量鉄骨工事に切り替わり、大工仕事は木材を使う部分に限られてきた。
店舗を作る大工（内装大工ともいう）も造作大工であるが、専門知識が別に必要となる。
家屋大工との違いは、墨付け・きざみ・建て方の技術を習得している大工であるかそうでないかで判断すべきであろう。
町大工（町場大工）に対して野丁場大工ともいわれる。

## 棟梁
棟梁（とうりょう）は大工の職長・親方。木造建築物の采配を行う責任者。
日本建築の屋根の重要部材（棟と梁が主）は親方が墨付けし、棟上げ式の長でもあることからそう呼ばれる。
日本でも明治期に建築家が養成されるまでは建築設計士であり現場監督であり積算者であり渉外者であり職人であり経営者でありそれらを全て兼ね備えた者を指す。
また、棟梁は集団の統率者を指す言葉としても用いられ、例えば武家の棟梁＝征夷大将軍である。

## キャリア
江戸時代において、大工に弟子入りすると、7～8年は「年季奉公」の形が採られた。衣食住保証と多少の小遣いは支給されたが、基本は無報酬で、その後1年の無給による「お礼奉公」を経て、職人として独立した。独立の際は頭領から御祝儀として道具箱が与えられ、印半纏の着用が認められた。ただし、職人となった後も腕を磨くため、諸国へ修行に出る者もいて、弟子時代と同じく7～8年の期間をかけたとされる。
現代において大工となるには、一般的に座学と実践の両方を含む修業が必要である。まずは見習いとして始まり、数年の修業を経て技術や知識を身に付け、一人前の大工となる。さらに経験を積むことで、現場監督として現場で指揮を執る棟梁になることができる。また、働き始める前に専門教育を受けて一定の知識や技能を身に付けたり仕事に必要な資格を取得したりするケースも多い。

### 教育
専門教育を受けずに見習いとして働き始めるケースも存在するが、高等学校や高等専門学校、専修学校、短期大学、職業訓練施設などの建築科や建設科、あるいは大学の建設工学科や建築学科（もしくはそれに類する学科・コースなど）などで専門教育を受けた上で働き出すケースも多い。これらの学校を卒業することで、専門的な技術や知識を身に付けることができるだけでなく、建築士や建築大工技能士、木造建築物の組立て等作業主任者などの大工としての仕事に生かすことのできる資格を取得することもできる。専修学校や職業訓練施設では、大工の育成を目的とした学校・学科・コースも多く存在し、中には宮大工育成に特化した学校などもある。

### 見習いから棟梁になるまで
見習いとして働き始めてから一人前の大工となるまでの期間は、大工の種類にもよるが、最低でも2～3年、長い場合は10年以上掛かる場合が多い。
一人前となると、一人親方として親方の下から独立し、個人事業主として自身で仕事を探し、請け負うことで生計を立てる。さらに経験・研鑽を積み、弟子（見習い）を取ったり現場で指揮を執ったりするようになると、棟梁と呼ばれる親方となる。

## 大工道具
鋸、鉋といった様々な工具や釘などを使う。これらを国内で唯一、専門で展示する施設「竹中大工道具館」が兵庫県神戸市にある。

## 大工に関する言葉
- 大工の心得（宮本武蔵　著「五輪書[10]」より、番号は便宜上付した）

1. 仕事が曲がらないこと。
2. 留めを合わせること。
3. かんなでよく削ること。
4. やたらに磨き立ててごまかさないこと。
5. 後で歪まないこと。

- 雪隠大工 - 雪隠しか造作できない大工を意味する。転じて、仕事が下手な大工を嘲って言う俗語。藪医者と同様の意味。

## 大工が主人公の作品
- 小説『石版東京図絵』永井龍男、中央公論新社 (1975/4/10)